# August Winnig
August Winnig (né le 31 mars 1878 à Blankenburg et mort le 3 novembre 1956 à Bad Nauheim) est un syndicaliste, homme politique allemand (SPD, Vieux SPD, KVP, CDU) et écrivain.
Le social-démocrate Winnig penche de plus en plus vers le nationalisme pendant la Première Guerre mondiale et soutient le putsch de Kapp en 1920. Il est démis de ses fonctions de haut président. Nationaliste racial et antisémite, il salue la « prise du pouvoir » d'Hitler en 1933. Après cela, au plus tard en 1937, il développe une attitude conservatrice et chrétienne. Il a des contacts avec la résistance et est l'un des fondateurs de la CDU de Basse-Saxe (de) après 1945.

## Biographie
August Winnig, l'un des douze enfants, grandit dans le foyer du fossoyeur Johann Gottfried August Winnig et de son épouse Johanna Christiane Dorothee Marie Goeze de Stapelberg. En 1892, il entreprend un apprentissage de maçon qu'il termine en 1895. Dès l'été 1896, il s'engage dans le mouvement ouvrier, écrit pour la presse du parti social-démocrate, organise une association locale de compagnons maçons et participe à des grèves. Il est emprisonné à cause d'une dispute avec des briseurs de grève. En 1904, il devient employé, puis rédacteur en chef, du magazine syndical Grundstein. Cela est suivi en 1913 par l'élection à la citoyenneté hambourgeoise pour le SPD. En tant que responsable de l'association des travailleurs de la construction, il aide à organiser une grande grève des travailleurs de la construction en 1910, qui se termine par l'acceptation par le syndicat de petites augmentations de salaire et une renonciation à la grève de trois ans. En 1912, il devient président de l'association locale des ouvriers du bâtiment (de).
Pendant la Première Guerre mondiale, Winnig appartient au cercle intellectuel du groupe Lensch-Cunow-Haenisch (de) qui, sur la base de « l'expérience d'août (de) » en 1914 et de l'effondrement de l'« Internationale », représente l'idée du « national-socialisme ». » et la « communauté nationale ». Cependant, le groupe Lensch-Cunow-Haenisch n'est pas antisémite, comme le deviennent des hommes comme Winnig et Gustav Noske dans les années suivantes ; leur cercle comprend des sociaux-démocrates juifs et des socialistes comme Alexandre Parvus et Ernst Heilmann.

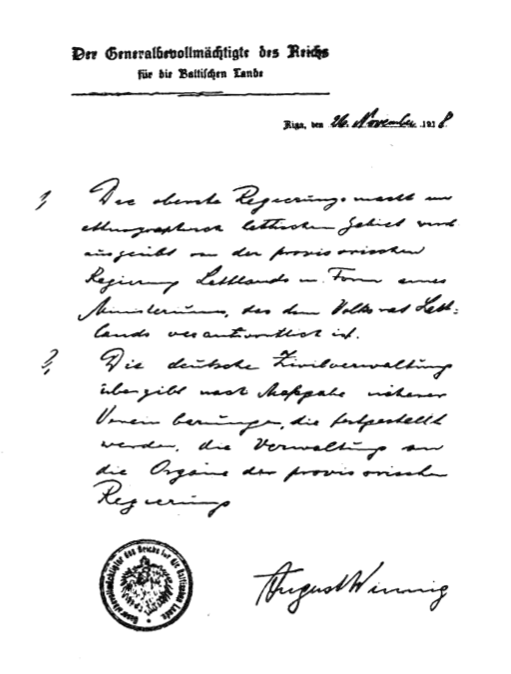
Reconnaissance de la Lettonie, avec la signature de Winnig

Winnig est envoyé du Reich depuis octobre 1918 et, après le déclenchement de la révolution en Allemagne, plénipotentiaire général pour les pays baltes occupés. Winnig signe les reconnaissances des républiques d'Estonie et de Lettonie. Afin d'exercer une pression politique sur le gouvernement letton, il souhaite retarder l'évacuation des pays baltes et cherche à créer des unités de combat volontaires. Winnig réclame un quart des sièges au Conseil populaire letton (de) pour la minorité germano-baltique afin de préserver la « germanité à l'Est ». En raison de ces mesures, sa popularité au sein du SPD diminue.
Élu à l'Assemblée nationale de Weimar, il soutient la candidature d'Ebert à la présidence du Reich contre Philipp Scheidemann au SPD. Sous le nouveau gouvernement, il devient haut président de la Prusse-Orientale. Klaus von der Groeben reçoit le discours de Winnig, qu'il prononce le 17 décembre 1919 en tant que président devant le Parlement provincial de Prusse-Orientale, sur les raisons allemandes de la défaite de la Première Guerre mondiale. En tant que haut président, Winnig combat les révolutionnaires et organise la formation des corps francs. En 1920, il soutient Wolfgang Kapp lors du coup d'État contre le gouvernement du Reich de Gustav Bauer formé par le SPD. Après l'échec du putsch, Winnig est démis de ses fonctions et expulsé du SPD et du syndicat.
En 1922, il commence étudier à l'Université de Berlin, où il étudie l'histoire, l'économie et la géographie. À cette époque, il commence également à se faire connaître en tant qu'écrivain (principalement grâce à ses œuvres autobiographiques). Avec Hans Grimm, Hans Carossa, Edwin Erich Dwinger (de) et d'autres, il appartient au cercle des poètes du Lippoldsberg.
En tant que représentant de l'Association de tir et de randonnée de Rhénanie-Westphalie, il participe à une conférence des dirigeants de la Fédération de l'Oberland (de) au château d'Hoheneck (de) en avril 1924.
En 1927, il rejoint le Vieux parti social-démocrate et en 1930 l'Association populaire conservatrice. La même année paraît son ouvrage Vom Proletariat zum Arbeitertum, dans lequel il résume le chemin qu'il a parcouru et le présente comme un modèle.
À l'époque du national-socialisme, Winnig (comme il le rapporte dans ses notes de Aus zwanzig Jahren) est passé d'un socialiste à l'esprit national à un représentant d'une attitude chrétienne-conservatrice orientée vers l'idée de coopération européenne, ce qui le rapproche des personnes impliquées dans l'attaque du 20 septembre 1944 qui allaient et venaient dans sa maison de Potsdam. Lui-même n'est pas poursuivi après le 20 juillet.
En 1945, il vit de nouveau à Blankenburg, qu'il quitte peu avant l'arrivée de l'Armée rouge à Vienenburg. Il décède à l'âge de 78 ans lors d'un séjour thermal à Bad Nauheim et est enterré à Goslar. En 1996, il est inhumé avec sa première épouse au cimetière forestier de sa ville natale de Blankenburg am Harz (de).

## Famille
Le premier mariage d'August Winnig est avec Martha, née Meßmer, qui apparaît dans ses écrits autobiographiques sous le nom de « Dora Amborn ». Son second mariage a lieu en 1934, ave Paula, née Wernich, veuve Siegfried.

## Publications

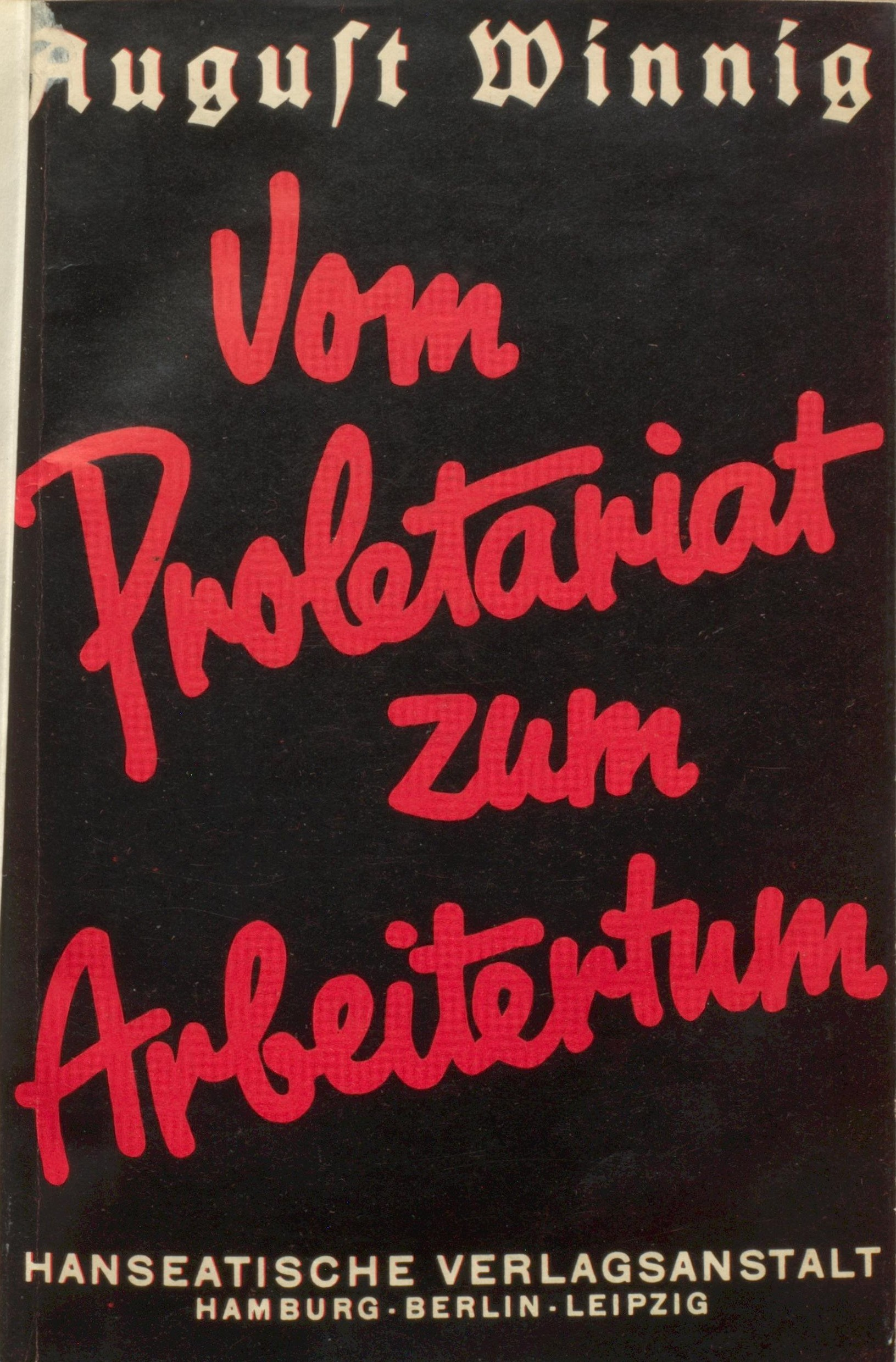
Vom Proletariat zum Arbeitertum (1930)

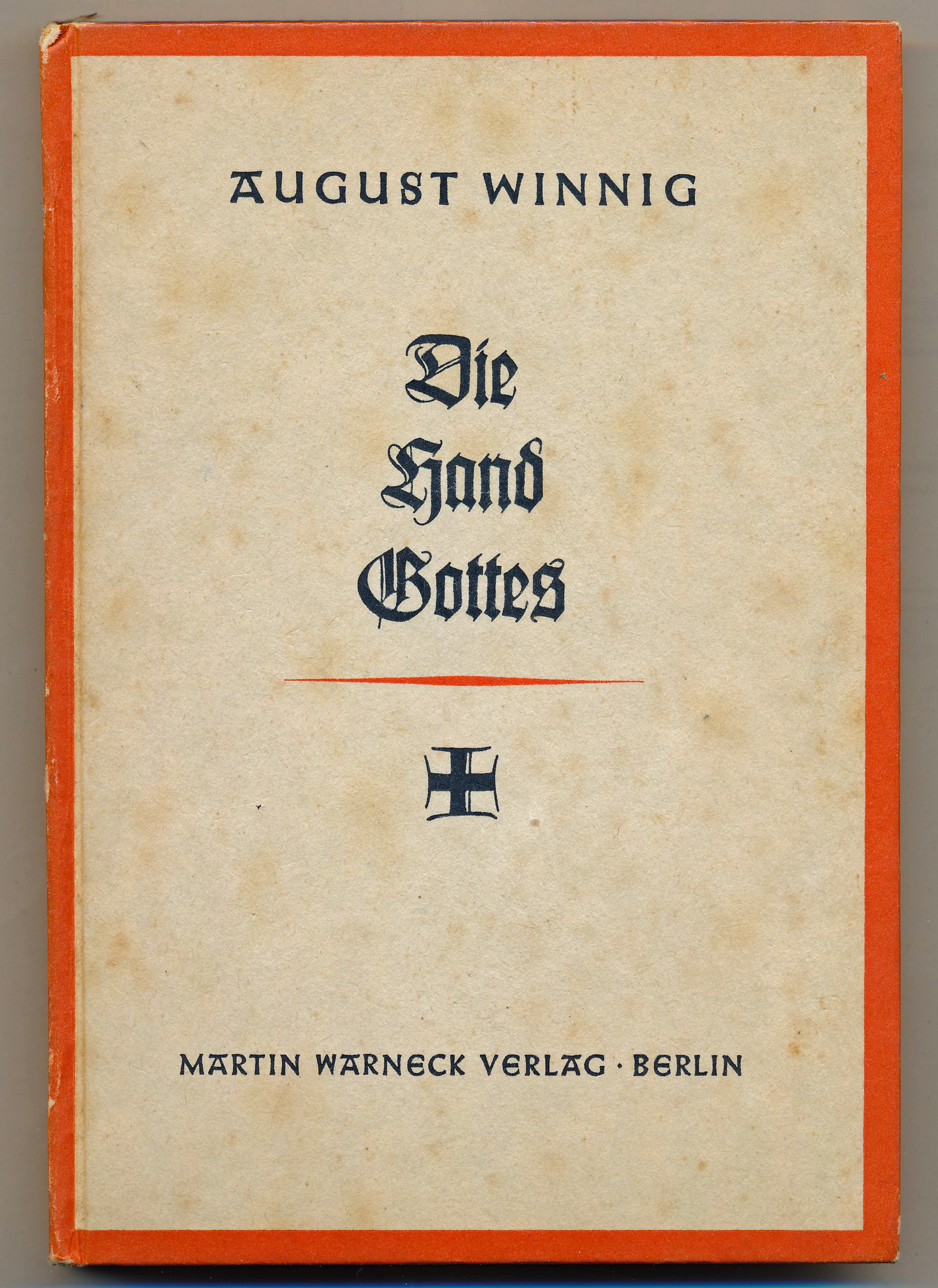
Die Hand Gottes (1938)

### Écrits autobiographiques
- Frührot. Ein Buch von Heimat und Jugend, 1924 (première édition 1919), dédiée à Oswald Spengler .
- m Ausgang der deutschen Ostpolitik. Persönliche Erlebnisse und Erinnerungen. Maison d'édition politique d'État, Berlin 1921.
- Das Buch Wanderschaft, 1941 (extension de la dernière partie de Frührot, contient les expériences de Winnig).
- Preußischer Kommiß. Histoires de soldats Berlin, Vorwärts-Verlag, 1910 (histoires antimilitaristes qui n'ont pas été publiées depuis et qui ont été interdites à l'époque et sont basées sur vos propres expériences).
- Der weite Weg, 1932 (rapport sur sa carrière de syndicaliste jusqu'à la Première Guerre mondiale).
- Heimkehr, 1935 (rapports sur son travail dans les pays baltes en 1918 jusqu'au putsch de Kapp ; il existe également des publications partielles antérieures sur ce sujet ( À la fin de l'Ostpolitik allemande, 1921)).
- 400 Tage Ostpreußen, Verlag Wirth & Co., Dresde 1927.
- Die Hand Gottes (expériences autobiographiques à caractère religieux). Maison d'édition Martin Warneck (de), Berlin 1938.
- Als ich noch ein Maurergesell war, Hanseatic Publishing Company, Hambourg 1929.
- Aus zwanzig Jahren. 1925 à 1945, 1948 (publié pour la première fois en 1945 sous le titre Autour d'Hitler pour l'aide aux prisonniers de guerre de l'Association mondiale des YMCA Genève/Londres).

### Écrits littéraires
- (dir.) Jungblut. Handwerkslieder, Wanderlieder und Volkslieder.
- Die ewig grünende Tanne, 1927 (Erzählungen, illustriert von A. Paul Weber (de); enthält die bekannte Erzählung Gerdauen ist schöner).
- Wunderbare Welt, 1938 (Roman).
- Käuze und Schelme, Martin Warneck Verlag, Berlin 1940.
- Das Unbekannte, (Erlebnisse aus dem Reich des Übersinnlichen), Martin Warnick Verlag, Berlin 1940.
- In der Höhle, (Erzählung), Bertelsmann Verlag, Gütersloh 1941.
- Im Kreis verbunden, Reclams Universalbibliothek Nr. 7390, Leipzig 1941 (Erzählungen mit autobiographischem Nachwort des Verfassers).
- Stiegel der Holzhauer, Erzählung, Reclam, Leipzig 1943
- Wiederkehr des Gleichen (Novelle), Reclam, Leipzig 1944.
- Morgenstunde (gesammelte Erzählungen, aus diversen Veröffentlichungen gesammelt), F. Wittig-Verlag, Hamburg 1958.

### Autres livres, essais, discours et écrits politiques
- Der große Kampf im deutschen Baugewerbe, 1910.
- Der Burgfriede und die Arbeiterschaft (= Kriegsprobleme der Arbeiterklasse, Heft 19), 1915.
- Der Krieg und die Arbeiterinternationale. In: Friedrich Thimme, Carl Legien (dir.), Die Arbeiterschaft im neuen Deutschland, 1915.
- Marx als Erlebnis. Dans: Glocke 4, 1 v. 4. Mai 1917, p. 138–143.
- Der Glaube an das Proletariat, 1924, neue Fassung 1926.
- Die geschichtliche Sendung des deutschen Arbeiters. Die deutsche Außenpolitik, Vortrag in Halle/Saale, 1926.
- Befreiung, Milavida-Verlag, Munich, 1927.
- Das Reich als Republik, 1928 (gesammelte Aufsätze und Reden).
- Vom Proletariat zum Arbeitertum. 1930, (Sonderausgabe) 1933 (mit einem Nachwort: „Nach drei Jahren“; mehrere Neuauflagen bis 1945).
- Der Nationalsozialismus – der Träger unserer Hoffnung. In: Neustädter Anzeigeblatt. 29. Oktober 1932.
- Der Arbeiter im Dritten Reich. Buchholz & Weißwange, Berlin, 1934.
- Arbeiter und Reich (= Erbe und Verpflichtung. 1. Auf falscher Bahn, 2. Die große Prüfung). Teubner, Leipzig, 1937.
- Europa. Gedanken eines Deutschen. Eckart Verlag, Berlin 1937 (bereits dem konservativen Widerstand zuzuordnender Essay, Kritik am Totalitarismus des Sowjetsystems wurde als Kritik am NS-Staat verstanden). 1952 kritisch überarbeitet (gekürzt).
- Der deutsche Ritterorden und seine Burgen. Bildband mit Text. Langewiesche, Königstein, 1939.
- Vom Proletariat zum Arbeitertum. Hanseatische Verlagsanstalt, Hambourg, 1942.
- Wir hüten das Feuer. Hanseatische Verlagsanstalt, Hambourg, 1933 (Aufsätze und Reden aus 10 Jahren: 1923–1933).

## Honneurs
- Ordre du Mérite de la République fédérale d'Allemagne, Grande Croix du mérite (29 mars 1955)
- Rue Winnig à Seesen et Blankenburg
- Le 15 novembre 1957[13], la ville de Vienenburg donne à l'école intermédiaire puis à l'école secondaire le nom d'école August-Winnig.

## Adhésions
- Société Paul-Ernst (de)